# 馬光洙
馬光洙（韓語：마광수，1951年4月18日—2017年9月5日），韩国作家、小說家、美学者、哲学家、教育家、记者、大学教授。
1992年因情色小說《快樂莎拉》（즐거운 사라）被控「散佈淫穢」，當時任教於自己畢業母校的延世大學並擔任韓語文學教授，檢察官直接闖入大學校園內的授課大講堂當場逮捕馬光洙，後遭拘留並判決有罪，但獲緩刑，雖是極罕見案例，後仍遭新教徒創辦的延世大學解聘。當時的大韩民国甫結束全斗煥總統的軍事獨裁統治，正邁向民主。馬光洙上訴時陳述，他是文化保守人士「衛道」的犧牲者，他指陳這些保守派不懂前衛文學。不過最高法院維持原判，不採信身兼小說家的文學教授提出的前衛文學作為抗辯事由。
小說《快樂莎拉》內容是一名女大學生與教授有段情，另外還與其他人有不同的親密關係，至今在韓仍是禁書。
2017年9月5日馬光洙被同父異母姊姊發現在首爾龍山區寓所廚房自殺身亡。
2019年9月5日的逝世二週年，《馬光洙畫和書寫》展覽在首爾西大門區延世大學博物館開幕。生前遺留的100多幅畫中，有30多幅展出。此前，遺屬於7月26日向博物館捐贈1萬多冊書籍和遺物、畫作。其中包括使用過的書桌、眼鏡、手稿及最後燒掉的香煙和煙灰碟。展覽並首次公開他的親筆手稿，遺屬和熟人表示：「希望通過故人留下的文字和畫，研究尹東柱和象征詩學的學者兼藝術家馬教授的世界能夠得到正確的評價。」展覽持續至12月31日。